# Albert William Austin
Albert William Austin (Toronto, 27 marzo 1857 – Toronto, 5 luglio 1934) è stato un golfista canadese.
Figlio dell'uomo d'affari James Austin, Albert Austin partecipò, assieme a suo figlio Albert Edison Austin, ai Giochi olimpici di Saint Louis 1904 con il Lambton Golf and Country Club di Toronto. Nel torneo individuale di golf giunse sessantacinquesimo.